# Опрышко, Николай Васильевич
Николай Васильевич Опрышко (укр. Мико́ла Васи́льович Опри́шко; 6 октября 1898, Рогозов — 21 сентября 1941, Чернухи) — украинский музыкант, бандурист Киевской капеллы, дирижёр-хормейстер. Получил прозвище «генерал музыки» в 1930-е годы.

## Биография
Родился 6 октября 1898 в селе Рогозово (Бориспольский район) в семье священника, который был талантливым музыкантом и играл на народных инструментах. Выучился игре на скрипке и сопилке. Позднее переехал с семьёй в Борисполь. Обучался в Полтавской семинарии, но в 1915 году забросил её после смерти отца и ушёл работать учителем в школе. Окончил музыкально-драматический институт имени Лысенко, где преподавал игру на бандуре.
С 1928 года участник, а с 1930 по 1933 годы художественный руководитель Киевской капеллы бандуристов. В 1933 году возглавил Ансамбль бандуристов Киевского радиоцентра. В 1936 году был арестован, позднее отпущен и в 1938 году переехал в Донецк, где организовал ансамбль народной песни. В 1941 году написал учебник по игре на бандуре «Школа игри на бандуре Архивная копия от 8 января 2016 на Wayback Machine», который был издан в 1967 году под редакцией А. Омельченко.
После начала Великой Отечественной войны Опрышко был мобилизован и отправлен на Юго-Западный фронт. 21 сентября 1941 был тяжело ранен, пока его не нашёл местный житель. Был отправлен в полевой госпиталь, однако из-за обострившейся гангрены врачи уже ничего не смогли поделать, и Николай Васильевич скончался от полученных ранений. Долгое время он значился пропавшим без вести.